# Signe de piste (collection)
Signe de piste est une collection française de romans pour la jeunesse créée en 1937 par les éditions Alsatia. Elle connaît alors un large succès. Elle est reprise par d'autres maisons à partir des années 1970. Éditée jusqu'en 2024, elle est une des plus anciennes collections françaises de romans pour la jeunesse.
Le scoutisme et le catholicisme forment, au moins jusqu'aux années 1970, le substrat essentiel des thématiques abordées, dans une approche fréquemment qualifiée pour cette période de réactionnaire.

## Historique
La collection est créée en 1937, par Jacques Michel (pseudonyme de Maurice de Lansaye, commissaire Scout de France et directeur de la collection « Feu de camp » aux éditions J. de Gigord de 1930 à 1936) et par Madeleine Gilleron. À l'origine, elle rassemble principalement des romans scouts. Les premiers volumes parus sont : Sous le Signe de la tortue de Georges Cerbelaud-Salagnac, Le Bracelet de vermeil, premier volume de la saga du Prince Éric de Serge Dalens et Le Tigre et sa panthère de Guy de Larigaudie.
La Bande des Ayacks de Jean-Louis Foncine y est publié en 1938.
Dès le début, l'illustrateur Pierre Joubert accompagne la création et en désigne notamment le logo. Il a dessiné environ 50 % des couvertures de la collection. Par le volume et la renommée, Michel Gourlier est le second « grand illustrateur » de cette collection. Mais il faut citer également Igor et Cyril Arnstam, Robert Gaulier ou René Follet.
Sous l'Occupation, l'esprit et l'idéologie du régime de Vichy imprègnent la collection. Serge Dalens annonce en 1941 travailler à un essai, Les trois destins du Maréchal, afin de défendre, selon lui, un chef « que l'on dit vendu parce qu'il s'est donné ». La collection rencontre alors un large succès.
Une première collection « sœur » à destination des adolescentes, dénommée collection « Joyeuse », est créée en 1946, dirigée par Jean-Louis Foncine. La collection fait paraître onze titres avant de disparaître en 1953 sur un constat d'échec, les filles préférant la collection « Signe de Piste ». Deux des titres sont repris par la suite dans la collection « Signe de Piste ».
La collection est dirigée à partir de 1954 par Jean-Louis Foncine et Serge Dalens. En 1957, sont créées les collections "Prince Éric" à destination des plus jeunes et "Rubans noirs" pour les ainés.
Cette littérature de jeunesse a eu un très gros succès dans les années 1950 à 1970 dans le cadre des éditions Alsatia. Les ventes atteignent 370 000 exemplaires en 1957. Les tirages du « Prince Éric », de Serge Dalens dépassent, sur le long terme, les deux millions cinq cent mille exemplaires. 
En 1971, François Chagneau en devient le patron avec comme directeur littéraire Alain Gout, la collection étant rebaptisée « Safari-Signe de Piste ».
Après le succès du Safari-Signe de Piste (1971-1974), l'engouement n'est plus le même auprès du grand public et la collection souffre du désintérêt ou du manque de moyens de ses repreneurs successifs. La collection cherche à se relancer via un petit éditeur, EPI, en créant le « Nouveau Signe de Piste ». Mais ce fut un échec à cause de la volonté des dirigeants d'Hachette : quoique chargés d'assurer la diffusion en librairies des romans du Nouveau Signe de Piste, ceux-ci privilégiaient leurs propres collections.
En 1979, la collection passe chez Desclée de Brouwer (DDB). En 1983 elle est reprise par Bégédis diffusion qui lui redonne du succès via sa maison d'édition de l'Epi, puis par les éditions Universitaires qui appartiennent au groupe. En 1987, la collection passera au groupe Media Participation en reprenant le nom "Signe de Piste" d'abord via sa maison d'édition Proost en 1991, puis sa maison d'édition Fleurus.
En 2003, la collection passe aux éditions Carnot, qui ne publie aucune nouveauté. En 2007, la collection est reprise par les éditions Delahaye[source insuffisante] et de nouveau éditée sous l'appellation "Signe de Piste" (à laquelle renvoie l'abréviation "S2P"). Ce dernier éditeur est liquidé judiciairement en janvier 2023, laissant la place aux éditions Elgédé qui publient depuis onze volumes jusqu'en décembre 2024.
En 1977, Alain Poher, Président du Sénat, remet à la collection « Signe de piste », représentée par ses directeurs Serge Dalens et Jean-Louis Foncine, la Minerve d'Or de la Société d'encouragement au bien[réf. souhaitée].

## Positionnement et thématique
La collection présente une thématique tournant autour de l'amitié, la virilité et l'ordre établi. Au début de la collection le roman scout y tient une part importante, mais la collection prend aussi en compte les « préoccupations des adolescents au delà du scoutisme ». Au fil des ans les nouvelles publications s'éloignent de la thématique scoute et la science fiction y fait son apparition,. Elle continue d'exister en rééditant ses succès et des romans plus modernes. 

### La thématique objet de polémiques
Dans les années 60, Signe de piste se retrouve au cœur d'une polémique. La collection est contestée par les milieux catholiques comme laïcs, en raison de sa conception traditionaliste de l’histoire, comme de la place qu'elle accorde à la notion de hiérarchie. Les Scouts de France rappellent n'avoir aucun lien avec la collection. 
Au début des années 70 et pendant plusieurs décennies, la collection initiale (1937-1970) fait l'objet de nombreuses contestations.
Des tentatives régulières de récupération de cette collection ont aussi eu lieu par des mouvements traditionalistes ou d'extrême droite sous prétexte de scoutisme. Marie-José Chombart de Lauwe indique que, si le fondateur de la collection, Serge Dalens, devient ultérieurement membre du comité central du Front national, la collection Signe de Piste « a été longtemps considérée, à tort, comme une collection scoute ».  
Les romans publiés avant la Seconde Guerre mondiale font aussi parfois preuve, selon Philippe Laneyrie, « d'un anti-communisme militant, ce qui n'est pas surprenant, mais aussi d'une admiration non déguisée pour l'Allemagne et les Allemands, admiration non démentie au fil des années et jusque pendant la Seconde Guerre mondiale, voire après ». Elle est attaquée par les mouvements de gauche et présentée dans Combat du 3 novembre 1972 comme « dangereuse pour les enfants parce qu'elle ne s'affirme pas pour ce qu'elle est en réalité : une littérature d'extrême droite, et qu'elle noie son idéologie sous de pseudo-bons sentiments, pensant, à travers cet amalgame, faire passer naturellement tous les éléments que nous avons brièvement analysés ici : passéisme, élitisme, culte du chef, critique de la démocratie, racisme et xénophobie, bonne conscience de la civilisation de l'Occident, anti-féminisme, etc. »,. Le 10 novembre 1972, dans le même journal, l'écrivain Gabriel Matzneff écrit une tribune libre contre cet article. Fustigeant le ton sectaire, voire stalinien, des auteurs de l'article, il répond à tous les griefs que ceux-ci ont exprimés. 
Pascal Ory indique pour cette période que le corpus de la collection témoigne « d'un projet politique foncièrement "réactionnaire" », valorisant le passéisme et la nostalgie. Il identifie une idéologie de la collection qui serait toute féodaliste. Ainsi, « malgré son nimbe religieux, sa principale préoccupation est d'ordre social ; elle tient dans la relation hiérarchique, de suzerain à vassal, qui structure son imaginaire, dans la méfiance atavique qui l'anime à l'égard de la démocratie ».
Christian Guérin indique aussi pour cette période que les romans de la collection, « centrés sur l'homme occidental, [...] exaltent l'œuvre coloniale et scientifique de l'Europe lorsqu'ils n'illustrent pas les vertus d'une société d'ordre, patriarcale et hiérarchisée, où la vertu, le travail (et la piété souvent) sont justement récompensés tandis que les velléités contestataires sont vilipendées ». Le scoutisme et le catholicisme forment le substrat essentiel des thématiques abordées.
Le héros type, très majoritairement un jeune garçon, de la beauté adolescente d'un kouros, est un noble dans la moitié des romans : « c'est bien là l'une des caractéristiques principales des romans de la collection : l'aventure y est soit proprement aristocratique, soit élitiste »,. Il incarne une jeunesse positive, par opposition au monde adulte forcément dévoyé, celui de la ville, et d'une « république ploutocratique, parlementaire et cosmopolite ».
La collection doit ainsi une part importante de son succès au fait qu'elle propose, à travers ses récits initiatiques propres à enthousiasmer de jeunes adolescents, un univers clos, parfois autoréférentiel, une bulle de l'imaginaire affirmant l'opposition au réel.
Les images de Joubert et Gourlier, d'accès facile, proposent un miroir aux jeunes garçons invités à s'identifier au héros : « l'illustration exalte [...] glorieusement le corps masculin adolescent », dans une sensualité qui culmine dans la représentation habituelle du couple de garçons, à l'érotisme omniprésent, quoique « neutralisé » par l'uniforme, la loi, la discipline et les valeurs,. Il peut se nuancer de sado-masochisme. La place des filles dans l'illustration est restreinte, stéréotypée (écervelée et gentille), et  « lorsqu'elle est laide, tout comme le garçon, c'est alors qu'elle manifeste un mal répréhensible : elle aguiche, elle divertit l'intimité mâle en menaçant son épanouissement ».

## Auteurs et illustrateurs
Les principaux auteurs de Signe de  piste sont : Serge Dalens, Jean-Louis Foncine, Georges Ferney, Pierre Labat, Bruno Saint-Hill dont les livres ont été réédités par les éditions Fleurus, puis par les éditions : Delahaye, Elor, du Triomphe, de la Licorne ou Téqui.
Des journalistes comme Bertrand Poirot-Delpech (Portés disparus, sous le pseudonyme de Bertrand Mézière), des artistes comme Philippe Avron (Le Coup d'envoi, Patrouille ardente) ou des universitaires comme Jean-François Bazin (La Bible de Chambertin, L'Abbaye des effrayes), également engagé en politique, ou encore Jean Favier (Les Mouchards, La Fuite du commandeur sous le pseudonyme de Michel Sicard ), y publièrent leurs premiers romans.

## Collections
La collection originale en 1937 est créée par Alsatia sous le nom Signe de Piste qui s'adresse principalement aux adolescents. Au départ, les romans n'étaient pas numérotés, ils le seront par la suite.
Avec son succès des collections sœurs vont apparaitre chez Alsatia avec différents noms tel que Signe de Piste Junior qui cible un public plus jeune, Rubans Noirs qui cible un public plus âgé, la Collection Joyeuse plus féminine qui s’adresse aux guides, ou encore les recueils La Fusée régulièrement édités sous les différentes appellations de la collection, jusqu'à la collection Nouveau Signe de Piste chez l'éditeur EPI. Des romans des différentes collections sœurs seront aussi édités ou réédités dans les collections Signe de Piste et inversement. 
À partir de 1971, toujours éditée par Alsatia, la collection change de nom pour s’appeler Safari Signe de piste, le logo est remanié et la numérotation des romans repasse à un.
En 1978, les éditions EPI changent le nom en Nouveau Signe de piste, le logo est remanié et la numérotation repasse de nouveau à un.
Sous les Editions Universitaires en 1986 et à partir du n°126 la collection redevient Signe de Piste en gardant la numérotation de la collection Nouveau Signe de Piste. La présentation change aussi : le logo disparait de la couverture et Signe de Piste apparait en gros en tête de couverture. 
Depuis 1986, la collection conserve le nom Signe de Piste avec différentes présentations et des logos plusieurs fois remaniés.

### Collections internationales
La collection a fait l'objet de tentatives, plus ou moins réussies, de diffusion à l'international (essentiellement à partir de traductions des succès français).

#### Allemagne
Dès 1948, les éditions Alsatia publient la collection en Allemagne sous le nom SpurBücher et à partir de 1959 également par sa succursale Alsatia Freiburg, jusqu'au début des années 1960. Une grande partie des romans de cette collection sont traduits du français, mais comportent aussi des titres inédits en France d'auteurs allemands qui seront ensuite pour certains traduits en français. Les visuels et logos reprennent ceux de la collection française.
La collection réapparait ensuite en 1982 sous le nom Deutscher Spurbuchverlag puis simplement Spurbuchverlag par les éditions Spurbuchverlag à Baunach qui les publient toujours. Les premiers volumes publiés sous le nom Deutscher Spurbuchverlag reprennent un visuel identique à la collection Nouveau Signe de piste en remplaçant Nouveau Signe de piste du logo par Deutscher Spurbuchverlag. Les dix premiers titres de la collection Deutscher Spurbuchverlag sont des succès des collections françaises, tel que la série Prince Éric. Cet éditeur conserve un logo de Signe de piste proche de celui de la collection Nouveau Signe de piste, mais aujourd'hui marqué Spurbuchverlag.

#### Canada
La collection a été exportée au Canada et brièvement éditée par les Editions Variétés. Elle a été lue par plusieurs auteurs canadiens dont Daniel Sernine et Lucie Bergeron et a inspiré leurs écrits.